# Glowinthedark
Glowinthedark is een Nederlands muziekduo dat bestaat uit de dj's/producenten Albert Harvey (1986) en Kevin Ramos (1987). Hun muziek valt in te delen tot de electrohouse, dance en hiphop.

## Biografie
Beide dj's zijn sinds hun kindheid bevriend en zijn afkomstig uit Den Haag. Ze groeiden op met soul, blues, funk en Surinaamse folk en gospelmuziek, muziekstijlen die ver af staan van de elektronische muziek die ze nu maken. Rond 2009 begonnen ze de samenwerking in Glowinthedark. In de jaren erna groeide hun bekendheid en traden ze op in Europa en andere delen van de wereld, zoals Brazilië.
Via de Nederlandse dj Chuckie kwamen ze in contact met de David Guetta, een Franse dj en producent die internationaal succes heeft. Guetta is belangrijk voor de carrière van Chuckie geweest, maar ook voor andere Nederlands dj's als Afrojack en Nicky Romero. Na de Winter Music Conference in de Verenigde Staten namen ze het nummer Ain't a party op met de Britse zanger Harisson en de in de VS werkende Nederlander Giorgio Tuinfort. De single kwam in de hitlijsten te staan van Frankrijk en de drie Duitstalige landen. In 2015 werkten ze nogmaals samen met Guetta met de single Clap your hands. Deze bereikte een bescheiden notering in Frankrijk.
In 2016 werkte het duo samen met de Nederlandse hiphopformatie Strictly Family Business (SFB) en Philly Moré. Eind mei brachten ze het album Lituatie uit. Daarnaast staan er gastartiesten op als Ronnie Flex, Lil' Kleine en Emms. Lituatie is een verzonnen woord voor een topmoment en is een samenvoeging van Situatie en Lit. Het album bereikte nummer 2 in de Album Top 100. Verschillende nummers van het album kwamen in de Single Top 100 te staan. Aan het eind van 2016 volgden nog twee hits: My lift, met SFB, en Weg van alle stress, met Sevn Alias. 
In eind 2017 begin 2018 bracht het duo verschillende singles uit met Caza.

## Discografie

### Album
| Jaar | act                                  | album    | Top 100 | weken | opmerking |
| ---- | ------------------------------------ | -------- | ------- | ----- | --------- |
| 2016 | Glowinthedark en SFB met Philly Moré | Lituatie | 2       | 25*   |           |

### Singles
| Jaar | act                                                | nummer               | Top 100 | weken | opmerking |
| ---- | -------------------------------------------------- | -------------------- | ------- | ----- | --- |
| 2013 | David Guetta en Glowinthedark met Harrison         | Ain't a party        | -       | -     | Frankrijk, nr. 45, 13 weken Oostenrijk, nr. 30, 2 weken Zwitserland, nr. 57, 1 week Duitsland, nr. 46, 1 week België, tip |
| 2014 | Glowinthedark met Chuckie                          | NRG                  | -       | -     | |
| 2015 | David Guetta en Glowinthedark                      | Clap your hands      | -       | -     | Frankrijk, nr. 166, 1 week België, tip                                                                                    |
| 2015 | Glowinthedark en SFB                               | My life              | 75      | 1     | |
| 2016 | Glowinthedark en SFB met Philly Moré               | Elleke keer          | 100     | 1     | |
| 2016 | Glowinthedark en SFB met Philly Moré               | Dansen op Labanta    | 30      | 25    | |
| 2016 | Glowinthedark en SFB                               | Wekker               | 81      | 2     | |
| 2016 | Glowinthedark en SFB                               | Fine China           | 96      | 1     | |
| 2016 | Glowinthedark en SFB                               | Wat doe jij          | 83      | 1     | |
| 2016 | Glowinthedark en SFB met Philly Moré               | Ik kom eraan         | 95      | 1     | |
| 2016 | Glowinthedark en SFB met Philly Moré               | Onderweg naar morgen | 77      | 1     | |
| 2016 | Glowinthedark en SFB met Philly Moré & Emms        | Anders               | 57      | 5     | |
| 2016 | Glowinthedark en SFB met Philly Moré & Lil' Kleine | Belazerd             | 45      | 13    | |
| 2016 | Glowinthedark en SFB met Philly Moré & Ronnie Flex | Met je zijn          | 55      | 3     | |
| 2016 | Glowinthedark en SFB met Ronnie Flex               | Credo santana        | 79      | 1     | |
| 2016 | Sevn Alias met Glowinthedark                       | Weg van alle stress  | 52      | 1*    | |